# Anthoscopus caroli
Anthoscopus caroli là một loài chim trong họ Remizidae.